# Quilliam
Quilliam, anciennement The Quilliam Foundation, est un think tank britannique qui se concentre sur le « contre-extrémisme » et plus spécifiquement l'islamisme qui est, selon ses membres, la cause du terrorisme islamiste.
Son nom est un hommage à Abdullah Quilliam (en), le fondateur de la première mosquée d'Angleterre.